# Torfowisko Rzecińskie
Torfowisko Rzecińskie este o arie protejată (sit de importanță comunitară — SCI) din Polonia întinsă pe o suprafață de 236,36 ha, integral pe uscat.

## Localizare
Centrul sitului Torfowisko Rzecińskie este situat la coordonatele 52°45′32″N 16°19′27″E / 52.7589°N 16.3241°E.

## Înființare
Situl Torfowisko Rzecińskie a fost declarat sit de importanță comunitară în septembrie 2006 pentru a proteja 1 specie de plante.

## Biodiversitate
Situată în ecoregiunea continentală, aria protejată conține 7 habitate naturale: Ape puternic oligomezotrofe cu vegetație bentonică cu Chara spp., Pajiști cu Molinia pe soluri calcaroase, turboase sau argilos-nămoloase (Molinion caeruleae), Fânețe de joasă altitudine (Alopecurus pratensis, Sanguisorba officinalis), Mlaștini turboase de tranziție și turbării mișcătoare, Depresiuni pe substraturi de turbă de Rhynchosporion, Mlaștini calcaroase cu Cladium mariscus și specii de Caricion davallianae, Mlaștini alcaline.
La baza desemnării sitului se află o specie protejată de  plante: moșișoare (Liparis loeselii).